# Hansruedi
Hansruedi ist ein männlicher Vorname.

## Herkunft und Bedeutung
Bei Hansruedi handelt es sich um die Schweizer und häufigste Schreibweise des Doppelnamens, andere Varianten sind Hans-Rolf, Hans-Rudi, Hans-Rudolf, Hans-Ruedi, Hansrudi, Hansrudolf, Hansruedy, Johann-Rudolf und die französischsprachige Variante Jean-Rodolphe.

## Bekannte Namensträger
Hansruedi / Hans-Ruedi
- Hansruedi Baumann (* 1960), Schweizer Fußballtrainer und ehemaliger Fußballspieler (Stürmer)
- Hans-Ruedi Binswanger (1952–2022), Schweizer Schauspieler
- Hans-Ruedi Büchi (* 1963), Schweizer Radrennfahrer
- Hans-Ruedi Fricker (1947–2023), Schweizer Konzeptkünstler
- Hansruedi Fuhrer (* 1937), Schweizer Fußballspieler
- Hansruedi von Gunten (1928–2021), Schweizer Chemiker und Bergsteiger
- Hansruedi Hasler (* 1947), Schweizer Fußballspieler, Trainer und technischer Direktor
- Hansruedi Kämpfen (* 1953), Schweizer Musiker, Musikpädagoge und Dirigent
- Hansrüdi Märki (* 1960), Schweizer Radrennfahrer
- Hansruedi Müller (* 1940), Schweizer Bobpilot
- Hansruedi Scheller (1931–2007), Schweizer Grafiker, Ruderer und Orientierungsläufer
- Hansruedi Schmid (1928–2012), Schweizer Politiker
- Hansruedi Stadler (* 1953), Schweizer Politiker (CVP)
- Hansruedi Züst (1921–2005), Schweizer Elektrotechniker, Fernsehpionier und Direktor der Schweizerischen Radio- und Fernsehgesellschaft

Hans Rudolf
- Hans Rudolf Berndorff (1895–1963), deutscher Journalist und Schriftsteller
- Hans Rudolf Fuhrer (1941–2023), Schweizer Militärhistoriker und Offizier
- Hans Rudolf Giger (1940–2014), Schweizer bildender Künstler
- Hans Rudolf Herren (* 1947), Schweizer Insektenforscher, Landwirtschafts- und Entwicklungsexperte
- Hans Rudolf Hilty (1925–1994), Schweizer Schriftsteller und Publizist
- Hans Rudolf Manuel (1525–1571), Schweizer Holzschnitzer und Politiker
- Hans Rudolf Maurer (1752–1805), Schweizer Lehrer und evangelischer Geistlicher
- Hans-Rudolf Merz (* 1942), Schweizer Politiker
- Hansrudolf Plarre (1922–2008), deutscher Architekt
- Hans-Rudolf Wiedemann (1915–2006), deutscher Pädiater, Hochschullehrer und Autographensammler

Andere Formen
- Hans-Rudi Brugger (* 1980), italienischer Fußballspieler
- Hans Rudi Erdt (1883–1925), deutscher Lithograf und Gebrauchsgrafiker
- Jean-Rodolphe Perronet (1708–1794), französischer Architekt und Bauingenieur
- Hans-Rolf Peter (1926–2020), deutscher Maler
- Johann Rudolf Rahn (1841–1912), Schweizer Kunsthistoriker
- Jean-Rodolphe von Salis (1901–1996), Schweizer Historiker, Schriftsteller und Publizist
- Hans-Rolf Tränkler (* 1941), deutscher Ingenieur, Professor für Messtechnik und Sensorik
- Jean-Rodolphe Vautravers (1723–1800), schweizerisch-englischer Naturforscher
- Hansrudi Wäscher (1928–2016), deutscher Comiczeichner und Comicautor
- Johann Rudolf Zumsteeg (1760–1802), deutscher Komponist